# David Výborný
David Výborný (* 22. ledna 1975 Jihlava) je bývalý český hokejový útočník hrající na pozici pravého křídla. V roce 2008 byl uveden do Síně slávy českého hokeje a v roce 2025 do Síně slávy IIHF.

## Hráčská kariéra
Svoji profesionální kariéru zahájil David Výborný v dresu Sparty Praha. Sezónu 1997/1998 strávil v týmu švédské ligy MODO Hockey. Do NHL byl draftován již v roce 1993 týmem Edmonton Oilers, za který si však nikdy nezahrál. Až v roce 2000 ho získal tým Columbus Blue Jackets, za který hrál do sezony 2007/08. Během výluky se vrátil do pražské Sparty, ve které hrál jako kapitán týmu a sportovní manažer v jedné osobě do konce sezony 2011. Dne 5. května 2011 podepsal dvouletou smlouvu s BK Mladá Boleslav, kde nosil dres s číslem 9. V tomto klubu působil až do ročníku 2015/2016, který už předem označil za svoji poslední sezónu. Ve čtvrtfinále play-off se však při zákroku Bedřicha Köhlera zranil a protože lékařské vyšetření prokázalo, že se už do zápasů tohoto ročníku nestihne vrátit, oznámil definitivní konec své hráčské kariéry.

## Další činnosti
David Výborný po svém konci s hokejem působil až do března 2017 na pozici sportovního manažera BK Mladá Boleslav, avšak tato role mu nevyhovovala a po jedné sezóně skončil. Dle svých slov nebyl schopen sledovat utkání svých hráčů zpovzdálí a následně jim udílet pokyny.
Místo toho se věnuje obchodům s nemovitostmi, které skupoval za peníze vydělané v zámoří už od roku 2003. Ještě před koncem hráčské kariéry založil pro ten účel firmu a zabývá se primárně nemovitostmi v historickém centru Prahy.

## Ocenění a úspěchy
- 1992 ČSHL – Nejlepší nováček
- 1992 MEJ – All-Star Tým
- 1992 MEJ – Nejlepší útočník
- 1992 MEJ – Nejproduktivnější hráč
- 1994 ČHL – Nejslušnější hráč
- 1994 MSJ – All-Star Tým
- 1997 ČHL – Nejlepší střelec v playoff
- 1999 ČHL – Nejlepší nahrávač
- 1999 ČHL – Nejproduktivnější hráč
- 2000 ČHL – Nejproduktivnější hráč v playoff
- 2000 ČHL – Vítězný gól
- 2005 ČHL/SHL – Utkání hvězd české a slovenské extraligy
- 2006 MS – All-Star Tým
- 2006 MS – Top tří hráčů týmu
- 2007 MS – Top tří hráčů týmu
- 2008 Uveden do Síně slávy českého hokeje.
- 2013 1.ČHL – Nejlepší nahrávač
- 2013 1.ČHL – Nejlepší nahrávač v playoff
- 2013 1.ČHL – Nejproduktivnější hráč v playoff
- 2014 Postup s týmem BK Mladá Boleslav do ČHL
- 2025 Uveden do Síně slávy IIHF.

## Prvenství
- Debut v NHL – 7. října 2000 (Columbus Blue Jackets proti Chicago Blackhawks)
- První gól v NHL – 7. října 2000 (Columbus Blue Jackets proti Chicago Blackhawks, kanadskému brankáři Jocelynu Thibaultovi)
- První asistence v NHL – 12. října 2000 (Calgary Flames proti Columbus Blue Jackets)
- První hattrick v NHL – 7. listopadu 2003 (Columbus Blue Jackets proti Atlanta Thrashers)

## Klubová statistika
| Sezóna        | Klub                  | Soutěž        |     | Základní část | Základní část | Základní část | Základní část | Základní část |    | Play off | Play off | Play off | Play off | Play off |
| Sezóna        | Klub                  | Soutěž        | Z   | G             | A             | B             | TM            | Z             | G  | A        | B        | TM       |          |          |
| 1990–91       | HC Sparta Praha       | ČSHL          | 3   | 0             | 0             | 0             | 0             | —             | —  | —        | —        | —        |          |          |
| 1991–92       | HC Sparta Praha       | ČSHL          | 31  | 6             | 11            | 17            | —             | —             | —  | —        | —        | —        |          |          |
| 1992–93       | HC Sparta Praha       | ČSHL          | 52  | 20            | 24            | 44            | —             | —             | —  | —        | —        | —        |          |          |
| 1993–94       | HC Sparta Praha       | ČHL           | 43  | 10            | 18            | 28            | 0             | 8             | 4  | 4        | 8        | 0        |          |          |
| 1994–95       | Cape Breton Oilers    | AHL           | 76  | 23            | 38            | 61            | 30            | —             | —  | —        | —        | —        |          |          |
| 1995–96       | HC Sparta Praha       | ČHL           | 40  | 12            | 31            | 43            | 23            | 11            | 6  | 6        | 12       | 10       |          |          |
| 1996–97       | HC Sparta Praha       | ČHL           | 43  | 19            | 28            | 47            | 12            | 10            | 7  | 7        | 14       | 6        |          |          |
| 1997–98       | Modo Hockey           | SEL           | 45  | 16            | 21            | 37            | 34            | 9             | 0  | 2        | 2        | 2        |          |          |
| 1998–99       | HC Sparta Praha       | ČHL           | 49  | 23            | 44            | 67            | 22            | 8             | 1  | 3        | 4        | 0        |          |          |
| 1999–00       | HC Sparta Praha       | ČHL           | 50  | 25            | 38            | 63            | 30            | 9             | 3  | 8        | 11       | 4        |          |          |
| 2000–01       | Columbus Blue Jackets | NHL           | 79  | 13            | 19            | 32            | 22            | —             | —  | —        | —        | —        |          |          |
| 2001–02       | Columbus Blue Jackets | NHL           | 75  | 13            | 18            | 31            | 6             | —             | —  | —        | —        | —        |          |          |
| 2002–03       | Columbus Blue Jackets | NHL           | 79  | 20            | 26            | 46            | 16            | —             | —  | —        | —        | —        |          |          |
| 2003–04       | Columbus Blue Jackets | NHL           | 82  | 22            | 31            | 53            | 40            | —             | —  | —        | —        | —        |          |          |
| 2004–05       | HC Sparta Praha       | ČHL           | 51  | 12            | 34            | 46            | 10            | 5             | 2  | 5        | 7        | 4        |          |          |
| 2005–06       | Columbus Blue Jackets | NHL           | 80  | 22            | 43            | 65            | 50            | —             | —  | —        | —        | —        |          |          |
| 2006–07       | Columbus Blue Jackets | NHL           | 82  | 16            | 48            | 64            | 60            | —             | —  | —        | —        | —        |          |          |
| 2007–08       | Columbus Blue Jackets | NHL           | 66  | 7             | 19            | 26            | 34            | —             | —  | —        | —        | —        |          |          |
| 2008–09       | HC Sparta Praha       | ČHL           | 52  | 15            | 28            | 43            | 14            | 11            | 8  | 4        | 12       | 4        |          |          |
| 2009–10       | HC Sparta Praha       | ČHL           | 51  | 8             | 32            | 40            | 49            | 7             | 1  | 2        | 3        | 4        |          |          |
| 2010–11       | HC Sparta Praha       | ČHL           | 49  | 8             | 9             | 17            | 24            | —             | —  | —        | —        | —        |          |          |
| 2011–12       | BK Mladá Boleslav     | ČHL           | 41  | 8             | 22            | 30            | 22            | —             | —  | —        | —        | —        |          |          |
| 2012–13       | BK Mladá Boleslav     | 1.ČHL         | 50  | 17            | 37            | 54            | 30            | 22            | 8  | 21       | 29       | 31       |          |          |
| 2013–14       | BK Mladá Boleslav     | 1.ČHL         | 40  | 13            | 42            | 55            | 24            | 16            | 4  | 9        | 13       | 6        |          |          |
| 2014–15       | BK Mladá Boleslav     | ČHL           | 49  | 11            | 28            | 39            | 32            | 9             | 3  | 5        | 8        | 4        |          |          |
| 2015–16       | BK Mladá Boleslav     | ČHL           | 42  | 8             | 17            | 25            | 20            | 1             | 0  | 0        | 0        | 0        |          |          |
| Celkem v ČSHL | Celkem v ČSHL         | Celkem v ČSHL | 86  | 26            | 35            | 61            | —             | —             | —  | —        | —        | —        |          |          |
| Celkem v ČHL  | Celkem v ČHL          | Celkem v ČHL  | 551 | 155           | 326           | 481           | 258           | 79            | 35 | 44       | 79       | 36       |          |          |
| Celkem v NHL  | Celkem v NHL          | Celkem v NHL  | 543 | 113           | 204           | 317           | 228           | —             | —  | —        | —        | —        |          |          |

## Reprezentace
Premiéra v reprezentaci: 11. února 1993 Česko – Rusko (Stockholm)
| Rok             | Tým               | Soutěž          | Z   | G  | A  | B  | TM |
| --------------- | ----------------- | --------------- | --- | -- | -- | -- | -- |
| 1992            | Československo 18 | MEJ             | 6   | 6  | 8  | 14 | 0  |
| 1993            | Československo 18 | MEJ             | 6   | 7  | 5  | 12 | 0  |
| 1993            | Československo 20 | MSJ             | 7   | 6  | 9  | 15 | 12 |
| 1994            | Česko 20          | MSJ             | 7   | 2  | 5  | 7  | 6  |
| 1996            | Česko             | MS              | 8   | 2  | 2  | 4  | 2  |
| 1997            | Česko             | MS              | 9   | 2  | 1  | 3  | 2  |
| 1998            | Česko             | MS              | 9   | 2  | 4  | 6  | 0  |
| 1999            | Česko             | MS              | 10  | 4  | 4  | 8  | 6  |
| 2000            | Česko             | MS              | 9   | 4  | 6  | 10 | 6  |
| 2001            | Česko             | MS              | 9   | 2  | 0  | 2  | 4  |
| 2002            | Česko             | MS              | 7   | 1  | 3  | 4  | 16 |
| 2003            | Česko             | MS              | 9   | 4  | 1  | 5  | 8  |
| 2004            | Česko             | SP              | 5   | 0  | 0  | 0  | 2  |
| 2005            | Česko             | MS              | 9   | 1  | 3  | 4  | 8  |
| 2006            | Česko             | OH              | 8   | 1  | 3  | 4  | 0  |
| 2006            | Česko             | MS              | 9   | 3  | 6  | 9  | 2  |
| 2007            | Česko             | MS              | 7   | 1  | 5  | 6  | 2  |
| Junioři celkově | Junioři celkově   | Junioři celkově | 26  | 21 | 27 | 48 | 18 |
| Senioři celkově | Senioři celkově   | Senioři celkově | 115 | 28 | 39 | 67 | 58 |